# كيماكسون
كيماكسون هي شركة تعنى بتطوير برمجيات معلوماتية كيميائية ومعلوماتية حيوية مختصة بالحوسبة السحابية، حلول المستخدم النهائي، المنصات النهائية، وتقديم الخدمات الاستشارية في مجال البحوث الكيميائية والحيوية.  يقع  مقرها في بودابست، هنغاريا ولديها 121 موظف (في نوفمبر 2018).   تق وم الشركة بإدارة مكاتب للأعمال والاستشارات عالميا في كامبردج، ماساتشوتس، سان دييغو، كاليفورنيا وبراغ، كما وتدعم الشركة العملاء عن طريق موزعين حصريين في كل من الصين، الهند، اليابان، كوريا الجنوبية، سنغافورة، وأستراليا.  تزود كيماكسون جهات المعالجة الكيميائية والحيوية بالحلول، المنصات، التطبيقات، والخدمات الاستشارية في مجال صناعة الأدوية، التكنولوجيا الحيوية، المواد الأولية، المواد الكيميائية الدقيقة، البتروكيماويات، الكيماويات الزراعية، الغذاء، و مستحضرات التجميل، و بالإضافة لذلك تدعم كيماكسون المعاهد الأكاديمية عن طريق تقديم ترخيص البرمجيات للطلاب، المعلمين، الباحثين الأكاديميين، و المناهج الدراسية للمدارس الثانوية.   تعرض الشركة الأدوات اللازمة والحلول البرمجية لمجموعات البحث الأكاديمي التي ترغب بدمج وظائف المعلوماتية الكيميائية مع منصات مواقع مفتوحة من خلال خدمات استضافة الويب. 

## تاريخ
تم تأسيس شركة كيماكسون في عام 1998 على يد الأخوين فيرينك وبيتير سيزماديا   و اسم الشركة يتضمن كلمتين: الأولى كيم وذلك نسبة للكيمياء، والثانية أكسون وذلك نسبة لشبكة واسعة تجمع بين المجال العلمي والمعلوماتي. بداية كيماكسون قدمت الخدمات الاستشارية قبل التوجه إلى مجال تطوير المنتجات. كشركة مبتدئة كان لدى كيماكسون روابط قوية مع العديد من الجامعات المحلية المنخرطة في مشاريع تطوير البرمجيات مع طلاب الدكتوراه. تمت دراسة العديد من التقنيات ولغات البرمجة المستجدة؛ نتيجة لذلك بدأ ظهور منصة مستقلة وخط إنتاج ذات واجهة خلفية معا بالاعتماد على جافا. أول برمجية تم إنتاجها من كيماكسون كانت (Marvin) وهو محرر كيميائي ظهرت أول نسخة منه في كانون الثاني من عام 1999، بعد (Marvin) تم تطوير تقنية (Jchem) وذلك من خلال إضافة ذكاء كيميائي لأنظمة إدارة قواعد بيانات معروفة وتم إطلاقها في عام 2000 بالإضافة لذلك حققت أول بيع للشركة في العام نفسه.
تم تلخيص أولى البرمجيات المطورة من قبل كيماكسون في الكثير من المقالات والمنشورات التي تم تقديمها في مؤتمرات وصحف معلوماتية كيميائية عالمية، ارتفعت ايرادات الشركة وعدد مستخدميها في أوائل العقد الأول من القرن الحادي والعشرين وإلى عقد أول اجتماع للمستخدم في عام 2005 . وفي عام 2004 قررت الشركة دعم البحث الاكاديمي والتعليم عن طريق عرضها لحزم برمجيات مرخصة مجانا. نشرت الشركة العديد من الوكلاء في الولايات المتحدة منذ عام 2000 وفي اليابان عن طريق شركة توزيع رسمية في عام 2005 . تزايد طلبات المستخدمين ادى إلى تطوير واطلاق عدد كبير من البرمجيات. توسعت قاعدة منتجات الشركة بالعديد من الحسابات والتوقعات الكيميائية والفزيائية تطبيقات إدارة قواعد البيانات الكيميائية القائمة على سطح المكتب، وذكاء التسمية الكيميائية. نمو الشركة اثر على عدد الموظفين واستدعى تكبير مساحة المكتب الرئيسي، هذا مؤشر على انتقالها من شركة ناشئة إلى تنظيم الشركات الصغيرة والمتوسطة. أول مكتب رسمي تم افتتاحه في مارمارس كوز، بودابست، هنغاريا. وتم افتتاح مكتب للتطوير في براغ، جمهورية التشيك عام 2006 . حققت منتجات كيماكسون المعلوماتية الكيميائية القائمة على سطح المكتب تطور كبير في النصف الثاني من العقد الأول من القرن الحادي والعشرين؛ نتيجة لذلك حصلت الشركة على أول عقد عالمي لها مع شركة غلاكسو سميث كلاين في في نهاية 2009. في عام 2004 قررت الشركة دعم البحث الاكاديمي والتعليم عن طريق عرضها لحزم برمجيات مرخصة مجانا. نشرت الشركة العديد من الوكلاء في الولايات المتحدة منذ عام 2000 وفي اليابان عن طريق شركة توزيع رسمية في عام 2005. تزايد طلبات المستخدمين أدى إلى تطوير وإطلاق عدد أكبر من البرمجيات. توسعت قاعدة منتجات الشركة بالعديد من الحسابات والتوقعات الكيميائية والفيزيائية، تطبيقات إدارة قواعد البيانات الكيميائية القائمة على سطح المكتب، وذكاء التسمية الكيميائية. نمو الشركة أثر على عدد الموظفين واستدعى تكبير مساحة المكتب الرئيسي؛ هذا مؤشر على انتقالها من شركة ناشئة إلى تنظيم الشركات الصغيرة والمتوسطة. أول مكتب رسمي تم افتتاحه في مارماروس كوز، بودابست، هنغاريا. وتم افتتاح مكتب للتطوير في براغ، جمهورية التشيك عام 2006.
حققت منتجات كيماكسون المعلوماتية الكيميائية القائمة على سطح المكتب  تطور كبير في النصف الثاني من العقد الأول من القرن الحادي والعشرين؛ نتيجة لذلك حصلت الشركة على أول عقد عالمي لها مع شركة غلاكسو سميث كلاين في نهاية عام 2009 .بدأت بدأت الشركة في تجربة نهج ( (agileلتطوير البرمجيات وذلك في عام 2010 وفي العام الذي تلاه اعتمدت منهجية ( (scrum. قامت كيماكسون ب دعم بيئة ( (agile المكتبية بفرق متعددة الوظائف، هذه الفلسفة مدعومة بدليل ثقافة الشركة المتاح للجمهور عبر الإنترنت. مع موجة التغيير ظهرت اتجاهات جديدة لتطوير المنتجات تحاكي الاتجاهات في الصناعة في نهاية العقد الأول من القرن الحادي والعشرين. تزايد الطلب على الخدمات عبر الإنترنت ظهر للسماح للعاملين في المختبرات للوصول إلى التطبيقات الكيميائية من جميع الأجهزة، تمكين منظمات البحوث التعاقدية والموردين الآخرين من التعاون مع البيانات الكيميائية، وخفض تكاليف تكنولوجيا المعلومات في الوقت نفسه. بدأت كيماكسون في عام 2008 ببناء حلول للبرمجيات قائمة على الحوسبة السحابية  -أولها كان الكيميائي- وتوسعت باستمرار في هذه المنطقة. من ناحية أخرى، أثر تصاعد علم الأحياء في الأدوية الصيدلانية المطورة حديثًا على كيماكسون لبدء تطوير محفظة المعلومات البوليمرية الحيوية في عام 2015. في عام 2011 نقلت كيماكسون مكتبها إلى جرافيسوفت بارك، أحد المحاور التقنية في بودابست حيث مقر الشركة الحالي. تم إنشاء العديد من المكاتب عالميا إذ في عام 2014 تم افتتاح مكتب في الساحل الشرقي للولايات المتحدة في كامبريدج، ماساتشوتس يتبعه افتتاح مكتب آخر في سان دييغو وذلك في عام 2018.

## البرمجية
(منتجات كيماكسون تتضمن أدوات لتصور ورسم الجزيئات، قاعدة بيانات كيميائية للبحث والإدارة، ولاكتشاف العقاقير، هذه المنتجات مرخصة مجانا للاستخدام الأكاديمي).
تتضمن تطبيقات كيماكسون لسطح المكتب برمجية (Marvin) و هو عبارة عن برمجية مجانية تستخدم لرسم وتصور التركيب الكيميائي.
(Jchem) الفوري عبارة عن تطبيق للمسخدمين النهائيين من العلماء؛ (Jchem) المستخدم مع اكسل يقوم بدمج قدرة معالجة المركب في (Jchem)  و  (Marvin)و ذلك ضمن بيئة مايكروسوفت اكسل. .
يستخدم البرنامج للتنبؤ ب قيم ثابت تفكك الحمض و قيم معامل التقسيم. 
قامت الشركة بتطوير القدرات التخزينية والبحثية لهيكلية (Mrkush) (بدون تعداد)، مع هياكل (Mrkush) من قاعدة بيانات مؤشر طومسون رويترز ديروينت العالمي لبراءة الاختراع. 
بيرسون للتعليم تستخدم (Jchem)  من كيماكسون، (MarvinSketch)، (Marvinview)  كأدوات في العديد من مساقات الكيمياء. 

## الطريقة
يمكن تحميل بيانات مواصفات الجزيء لبرمجية  (Marvin)عن طريق نظام الإدخال النصي المبسط  للجزيئات أو سمايلز.